# Rhoicinus fuscus
Rhoicinus fuscus là một loài nhện trong họ Trechaleidae.
Loài này thuộc chi Rhoicinus. Rhoicinus fuscus được Lodovico di Caporiacco miêu tả năm 1947.